# 영광 도동리 석장승
영광 도동리 석장승(靈光 道東里 石장승)은 대한민국 전라남도 영광군 영광읍 도동리에 있는 조선시대의 석장승이다. 1992년 11월 30일 전라남도의 문화재자료 제191호로 지정되었다.

## 개요
장승은 마을입구나 길가에 세워 그 마을의 수문신·수호신 등의 구실을 하는 민간신앙의 한 형태이다. 도동리 당산거리에 자리하고 있는 이 2기의 장승은 당산나무 밑의 할아버지와 할머니로 불리는데, 3m 거리를 두고 각각 북쪽과 남쪽으로 등을 돌린 채 서 있다.
북쪽을 바라보는 할아버지 장생은 대강 다듬은 자연석을 사용하였으며 전체적으로 우직한 인상을 풍기고 있다. 동그란 안경을 쓴 듯한 눈, 동그란 코, 초승달 같은 입술, 턱 아래 두줄의 수염 등 소박한 시골 할아버지의 얼굴 모습이다. 앞면에는 ‘동방대장’이라는 글씨를 새겨 넣었다.
할머니 장생은 남쪽을 향하고 있으며 몸통이 사다리꼴로 올라가다가 머리부분에 와서 사각꼴로 깎였다. 두께 18m의 널돌을 사용하여, 두터운 할아버지 장생에 비해 날씬한 모습이다. 눈과 코는 둥글고 입은 기형적으로 크며, 이빨은 요철(凹凸) 모양으로 파놓아 찡그리고 있는 표정이다. ‘서방대장도광 12년’이라 새긴 것으로 보아 조선 순조 32년(1832)에 세운 것임을 알 수 있다.
할아버지 장생과 할머니 장생 사이에는 거칠게 다듬은 원통형 돌이 서 있는데 마을 사람들은 이를 ‘애기장생’또는 ‘말막뚝이’라고도 한다. 이 장생들은 원래 길쪽을 향해 일렬로 서 있었으나 도로정비 관계로 지금의 자리에 서 있는 것이다.

## 참고 자료
- 영광도동리석장승 - 국가유산청 국가유산포털